# ITエンジニア
ITエンジニア（アイティーエンジニア）とは、情報技術 (IT) に関わるエンジニアである 。

## 概要
企業は高度なIT活用のため、事務系総合職、技術系総合職とは別に情報系総合職（ITエンジニア）を採用するようになった。ITサービス企業においては単に総合職と表記する場合もある。
なお、情報技術企業には当然ながら総合職ではなく専門職としてのIT分野のエンジニアがいる。

## 知識領域
ITエンジニアに求められる情報技術の専門知識は高度かつ広範であり、また最新の技術動向が含まれる。ITスキル標準（ITSS）にはスキルレベルが定義されている。

### 最終学歴の専攻
IPA「IT人材白書2015」によると、IT技術者の最終学歴の専攻は情報系（情報工学・情報科学等）が約3割、工学系（情報系を除く）が約3割、理学系（情報系を除く）が約1割となっている。

## 職種との関係
IT職種の総称
ITエンジニアは専門分野により細分化されるが、それらを包含する意味で用いられる。代表的な専門職種を下記に列挙する。
- ITコンサルタント - IT戦略の策定やシステム監査等
- プロジェクトマネージャー - システム構築のプロジェクト責任者や管理者、リーダー等
- ITアーキテクト - システム全体の構造の設計者
- ITスペシャリスト - 要素技術（データベース、ネットワーク、セキュリティ、プラットフォーム等）を専門とするエンジニア

専門職種は技術の発展に伴い次々と新しい職種が考案される状況となっており、また既存の職種についても定期的な役割定義の見直しが実施されている。例えば以下のような職種である。
- ITストラテジスト
- ビジネスアナリスト
- クラウドエンジニア
- グロースハッカー
- ホワイトハッカー
- データアナリスト
- データサイエンティスト

専門分野を持たないエンジニア
新卒者やキャリアの浅いエンジニアは専門分野を持たないため、職種として専門職種ではなくITエンジニアが用いられる。また、企業側が配属後に専門職種を決定する場合に求人の募集要項にITエンジニアが用いられる。
複数の専門分野を兼務するエンジニア
日本のIT産業が自動車産業をモデルに発展した経緯から、一人で複数の工程や職務を兼務する多能工（マルチスキル）型のエンジニアが一般的で、「ITエンジニア」と「専門職種」をシチュエーションに合わせて使い分けて用いられる。例えば、職種としてはITエンジニアだが、Aプロジェクトではプロジェクトマネージャー、Bプロジェクトではシステムエンジニアとプログラマを兼任、Cプロジェクトではセールス・ITコンサルタントといった具合である。多能工（マルチスキル）型のエンジニアは他の職種を担当（兼務）することが求められるため、キャリアを積むに従ってジョブチェンジ（職種変更）が発生する。これは別の見方ではIT領域に限定したゼネラリスト型（総合職）と捉えることができる。

- 職種変更（マルチスキル）の例

1. 　PG → SE → アーキテクト → PM → コンサルタント、管理職
2. 　オペレーター → 保守運用担当者 → ITスペシャリスト → アーキテクト → コンサルタント、管理職

- ゼネラリスト型の例

1. オフショア開発時の「ブリッジSE」
2. 最新技術調査のための「リサーチャー」
3. クレーム対応や雑用 ※ITSSで定義されていない職務等

## IT技術者の平均年収ランキング
2023年現在の世界各国のIT技術者の平均年収ランキング世界トップ5及び日本は下記の通りである。
| 順位 | 国籍           | 平均年収 |
| ---- | -------------- | -------- |
| 1位  | スイス         | 1625万円 |
| 2位  | アメリカ合衆国 | 1460万円 |
| 3位  | イスラエル     | 1209万円 |
| 4位  | デンマーク     | 1141万円 |
| 5位  | パナマ         | 1000万円 |
| 26位 | 日本           | 570万円  |